# Коммон, Альф
А́льфред Ко́ммон (англ. Alfred Common; 25 мая 1880, Сандерленд — 3 апреля 1946, Дарлингтон) — английский футболист, который играл на позиции нападающего. Он прославился тем, что стал первым игроком, трансфер которого достиг рубежа в 1000 фунтов стерлингов — переход в «Мидлсбро» из «Сандерленда» в 1905 году.

## Клубная карьера
Коммон играл за «Саут Хилтон» и «Джерроу» в Северо-Восточной Англии до перехода в «Сандерленд» в 1900 году. «Сандерленд» финишировал на втором месте в сезоне 1900—01, после чего Коммон перешёл в «Шеффилд Юнайтед» в октябре 1901 года за £ 325. Ни «Сандерленд», ни «Шеффилд Юнайтед» не пожалели о сделке, в том смысле, что «Сандерленд» стал чемпионом Англии в сезоне 1901—02, а Коммон забил первый гол в победном финале Кубка Англии 1902 года в ворота «Саутгемптона».
Коммон стал основным игроком «Шеффилд Юнайтед» и сыграл первый из трёх своих матчей за сборную в 1904 году, а в мае того же года он отказался продлевать контракт с «Шеффилд Юнайтед» потому, что хотел вернуться в «Сандерленд» из «коммерческих соображений». «Шеффилду» не удалось убедить Коммона изменить своё мнение, и летом 1904 года он вернулся в «Сандерленд». Вместе с Коммоном в «Сандерленд» перешёл резервный вратарь «Шеффилда», Альберт Льюис, в сумме они обошлись «Сандерленду» в £ 520.
В феврале 1905 года, чуть больше, чем через шесть месяцев после этого перехода, он побил трансферный рекорд, перейдя в «Мидлсбро» за £ 1000. «Мидлсбро» купил Коммона в надежде избежать вылета во второй дивизион. Его первая игра за «Мидлсбро» состоялась 25 февраля 1905 года, против его бывшего клуба «Шеффилд Юнайтед». «Мидлсбро» выиграл с минимальным счётом, Коммон забил с пенальти на 50-й минуте, это была их первая победа в гостях за почти два года. Таким образом, команда, которая вела борьбу за сохранение прописки в высшем дивизионе, избежала понижения в классе. Коммон сыграл 168 матчей за «Боро» и забил 58 голов.
В возрасте 30 лет Коммон переехал в «Арсенал», дебютировав 1 сентября 1910 года в матче против «Манчестер Юнайтед». В общей сложности он сыграл 80 матчей и забил 23 гола за «Арсенал». В новом клубе он стал больше акцентироваться на атаку и в своём втором сезоне стал лучшим бомбардиром клуба (с 17 голами), в сезоне 1911—12 он не участвовал только в двух играх. Однако он не забил ни одного гола в первой половине сезона 1912—13, по итогам которого «Арсенал» был понижен в классе, Коммон был продан в «Престон Норт Энд» в декабре 1912 года за £ 250. Он помог клубу выиграть второй дивизион в том году, хотя в элите они провели лишь один сезон (1913—14).
Коммон ушёл из футбола в 1914 году и продолжал работать в пабе города Дарлингтон до 1943 года. Он умер в 1946 году в возрасте 65 лет.
В 1998 году Альф Коммон попал в список 100 легенд Футбольной лиги.

## Карьера в сборной
Коммон сыграл свой первый матч за Англию против Уэльса 29 февраля 1904 года. Всего он сыграл три матча за сборную, забив два гола.

## Достижения
«Сандерленд»
- Первый дивизион Футбольной лиги (2-е место): 1900/01

«Шеффилд Юнайтед»
- Кубок Англии (победитель): 1902

## Статистика выступлений
| Клуб                  | Сезон                 | Лига | Лига | Кубок Англии | Кубок Англии | Прочие | Прочие | Итого | Итого |
| Клуб                  | Сезон                 | Игры | Голы | Игры         | Голы         | Игры   | Голы   | Игры  | Голы  |
| --------------------- | --------------------- | ---- | ---- | ------------ | ------------ | ------ | ------ | ----- | ----- |
| Сандерленд            | 1900/01               | 14   | 5    | 0            | 0            | 0      | 0      | 14    | 5     |
| Сандерленд            | 1901/02               | 4    | 2    | 0            | 0            | 0      | 0      | 4     | 2     |
| Сандерленд            | Итого                 | 18   | 7    | 0            | 0            | 0      | 0      | 18    | 7     |
| Шеффилд Юнайтед       | 1901/02               | 20   | 6    | 9            | 3            | 0      | 0      | 29    | 9     |
| Шеффилд Юнайтед       | 1902/03               | 18   | 7    | 0            | 0            | 0      | 0      | 18    | 7     |
| Шеффилд Юнайтед       | 1903/04               | 29   | 8    | 3            | 0            | 0      | 0      | 32    | 8     |
| Шеффилд Юнайтед       | Итого                 | 67   | 21   | 12           | 3            | 0      | 0      | 79    | 24    |
| Сандерленд            | 1904/05               | 20   | 5    | 2            | 1            | 0      | 0      | 22    | 6     |
| Сандерленд            | Итого                 | 20   | 5    | 2            | 1            | 0      | 0      | 22    | 6     |
| Всего за «Сандерленд» | Всего за «Сандерленд» | 38   | 12   | 2            | 1            | 0      | 0      | 40    | 13    |
| Мидлсбро              | 1904/05               | 10   | 4    | 0            | 0            | 0      | 0      | 10    | 4     |
| Мидлсбро              | 1905/06               | 36   | 19   | 5            | 2            | 0      | 0      | 41    | 21    |
| Мидлсбро              | 1906/07               | 29   | 12   | 2            | 1            | 0      | 0      | 31    | 13    |
| Мидлсбро              | 1907/08               | 34   | 9    | 1            | 0            | 0      | 0      | 35    | 9     |
| Мидлсбро              | 1908/09               | 33   | 10   | 1            | 0            | 0      | 0      | 34    | 10    |
| Мидлсбро              | 1909/10               | 26   | 4    | 1            | 1            | 0      | 0      | 27    | 5     |
| Мидлсбро              | Итого                 | 168  | 58   | 10           | 4            | 0      | 0      | 178   | 62    |
| Вулидж Арсенал        | 1910/11               | 29   | 6    | 2            | 0            | 2      | 1      | 33    | 7     |
| Вулидж Арсенал        | 1911/12               | 36   | 17   | 1            | 0            | 2      | 2      | 39    | 19    |
| Вулидж Арсенал        | 1912/13               | 12   | 0    | 0            | 0            | 1      | 1      | 13    | 1     |
| Вулидж Арсенал        | Итого                 | 77   | 23   | 3            | 0            | 5      | 4      | 85    | 27    |
| Престон Норт Энд      | 1912/13               | 21   | 7    | 1            | 0            | 0      | 0      | 22    | 7     |
| Престон Норт Энд      | 1913/14               | 14   | 2    | 0            | 0            | 0      | 0      | 14    | 2     |
| Престон Норт Энд      | Итого                 | 35   | 9    | 1            | 0            | 0      | 0      | 36    | 9     |
| Всего за карьеру      | Всего за карьеру      | 385  | 123  | 28           | 8            | 5      | 4      | 418   | 135   |